# Дза (вірменська літера)
Ձ, ձ (го, вірм. ձա) — сімнадцята літера вірменської абетки.
Позначає звук /dz/ у класичній вірменській мові та у східному діалекті; у західному — /tsʰ/.
Числове значення — 80.
В Юнікоді має такі коди: U+0541 для Ձ, U+0571 для ձ. В інших типах кодування відсутня.
| Вірменська абетка | Вірменська абетка |
| --- | ----------------- |
| Ա · Բ · Գ · Դ · Ե · Զ · Է · Ը · Թ · Ժ · Ի · Լ · Խ · Ծ · Կ · Հ · Ձ · Ղ Ճ · Մ · Յ · Ն · Շ · Ո · Չ · Պ · Ջ · Ռ · Ս · Վ · Տ · Ր · Ց · Ւ · Փ · [[Ке (вірменська літера)\|АплКо |                   |